# لور دوثيلول
لور دوثيلول (بالفرنسية: Laure Duthilleul)‏ هي كاتبة سيناريو وممثلة فرنسية، ولدت في 14 يناير 1959 في فرنسا.

## وصلات خارجية
- لور دوثيلول على موقع IMDb (الإنجليزية)
- لور دوثيلول على موقع ألو سيني (الفرنسية)
- لور دوثيلول على موقع أول موفي (الإنجليزية)
- لور دوثيلول على موقع قاعدة بيانات الأفلام السويدية (السويدية)
- لور دوثيلول على موقع قاعدة بيانات الفيلم (الإنجليزية)
- لور دوثيلول على موقع كينوبويسك (الروسية)